# Tomopterna luganga
Tomopterna luganga är en groddjursart som beskrevs av Channing, Moyer och Abeda Dawood 2004. Tomopterna luganga ingår i släktet Tomopterna och familjen Pyxicephalidae. IUCN kategoriserar arten globalt som livskraftig. Inga underarter finns listade i Catalogue of Life.